# Miguel Ribeiro (músico)
Miguel Pedro Sanches Ferreira Ribeiro mais conhecido por Miguel Ribeiro (1975) é um músico português, guitarrista dos The Gift. Miguel é um dos fundadores dos The Gift, sendo membro com Nuno Gonçalves da banda Dead Souls, banda que evoluiu para a actual The Gift.

## Discografia

### ComThe Gift
- 1997 - Digital Atmosphere (demo, sem versão comercial)
- 1998 - Vinyl
- 2001 - Film
- 2004 - AM-FM
- 2006 - Fácil de Entender
- 2011 - Explode
- 2012 - Primavera
- 2015 - 20
- 2017 - Altar
- 2019 -Verão